# اردک‌سوسمار
اردک‌سوسمار (نام علمی: Anatosuchus) نام یک سرده از رده خزندگان است.